# Rubén Xaus
Rubén Xaus Moreno (Barcelona, 18 februari 1978) is een Spaans voormalig motorcoureur.

## Carrière
Xaus kreeg op vijfjarige leeftijd zijn eerste motorfiets van zijn vader. Op veertienjarige leeftijd reed hij in het dirttrack, voordat hij de overstap maakte naar het wegrace. Hij nam deel aan het Catalaanse 125 cc-kampioenschap en won het Catalaanse 80 cc Supermoto-kampioenschap. In 1994 werd hij zeventiende in het Spaanse Open Ducados Supersport-kampioenschap en werd het jaar erop derde in deze klasse. Ook kwam hij in 1995 uit in vijf races van de Thunderbike Trophy op een Honda en debuteerde hij in de 250 cc-klasse van het wereldkampioenschap wegrace op een Honda in de laatste vijf races van het seizoen, waarin een zestiende plaats in Rio de Janeiro zijn beste resultaat was. In 1996 bleef hij actief in de Thunderbike Trophy, waarin hij zevende werd met 54 punten en een overwinning op het Circuit de Catalunya.
In 1997 maakte Xaus de overstap naar de nieuwe wereldserie Supersport, waarin hij opnieuw op een Honda reed. Een vijfde plaats in de seizoensfinale op Sentul was zijn beste resultaat en hij werd zeventiende in het kampioenschap met 20 punten. In 1998 stapte hij over naar het Duits kampioenschap superbike en eindigde hierin als zesde. Ook debuteerde hij dat jaar in het wereldkampioenschap superbike op een Suzuki als wildcardcoureur in de races in Nürburg, waarin hij vijftiende en zestiende werd en zodoende een kampioenschapspunt scoorde.
In 1999 werd de wereldserie Supersport vervangen door een officieel wereldkampioenschap, waar Xaus aan deelnam op een Yamaha. Hij kende een wisselvallig seizoen; in vijf van de elf races wist hij de finish niet te halen, terwijl hij in vijf andere races op het podium stond. Op Misano behaalde hij zijn eerste zege in de klasse. Met 101 punten werd hij vijfde in de eindstand. In 2000 stapte hij over naar een Ducati. Hij won een race op Assen en stond ook op Hockenheim op het podium. Met 77 punten werd hij zevende in het klassement.
In 2001 reed Xaus zijn eerste volledige seizoen in het WK superbike op een Ducati als teamgenoot van regerend kampioen Troy Bayliss. Hij kende een moeilijke start van het seizoen, maar eindigde in de laatste zes races nooit lager dan tweede. Op Oschersleben werd hij de eerste Spanjaard die een race won in het WK superbike, en op Imola voegde hij hier een tweede zege aan toe. Met 236 punten werd hij zesde in het kampioenschap. In 2002 stond hij tien keer op het podium, maar behaalde hij geen overwinningen. Desondanks werd hij met 249 punten wederom zesde in het kampioenschap. In 2003 won hij zeven races: twee op zowel Misano en Imola en een op Laguna Seca, Assen en Magny-Cours. Met 386 punten werd hij achter zijn teamgenoot Neil Hodgson tweede in de eindstand.

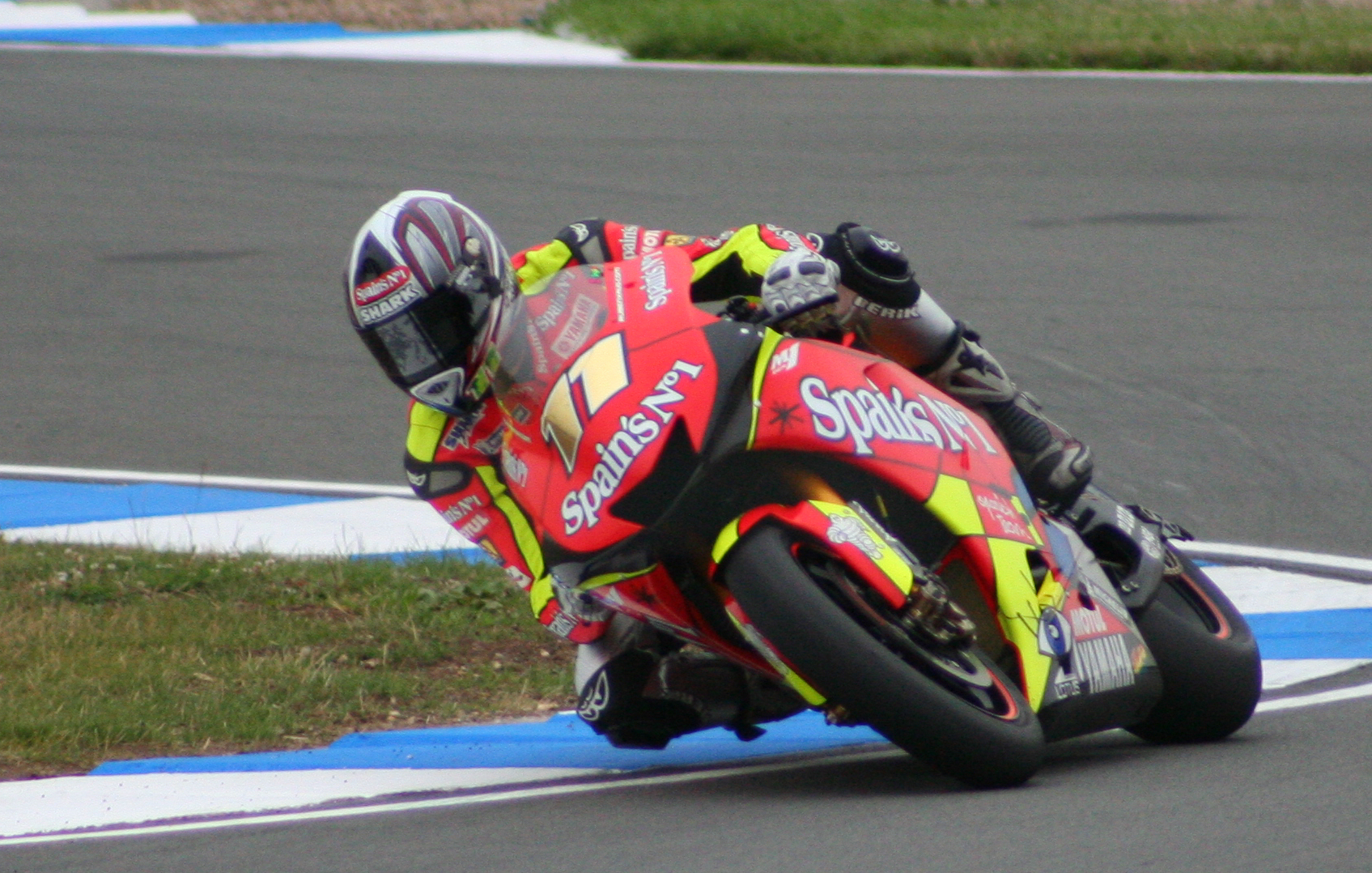
Rubén Xaus op Donington Park in 2005.

In 2004 keerde Xaus terug naar het WK wegrace, waarin hij ditmaal in de MotoGP-klasse uitkwam op een Ducati voor het team D'Antin MotoGP. Het team had een klein budget en kon niet veel testen, maar Xaus wist beter met deze situatie om te gaan dan zijn teamgenoot Hodgson. Hij kwam tot scoren in elke race die hij finishte, met een podiumplaats in Qatar als hoogtepunt. Met 77 punten werd hij elfde in het klassement als de beste rookie. In 2005 stapte hij over naar het Fortuna Yamaha Team. Ditmaal kende hij een zwaar seizoen, waarin hij regelmatig ten val kwam en in de races nooit hoger eindigde dan een tiende plaats, die hij behaalde in Portugal, China, Catalonië en Japan. Met 52 punten zakte hij naar de zestiende plaats in de rangschikking.

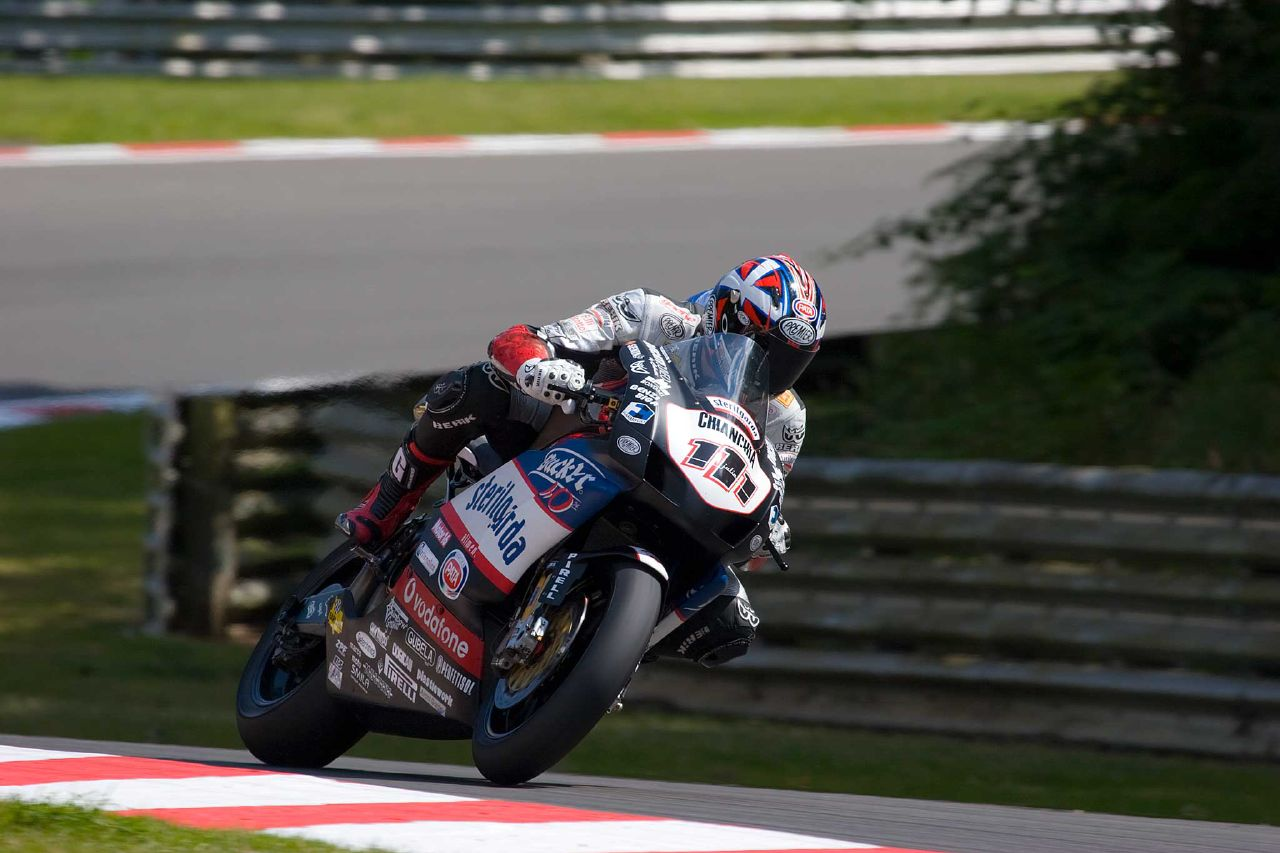
Rubén Xaus op Brands Hatch in 2007.

In 2006 keerde Xaus terug naar het WK superbike, waarin hij opnieuw op een Ducati reed. Hij behaalde zijn beste resultaat met een vierde plaats op Silverstone en werd met 103 punten veertiende in het kampioenschap. Daarnaast reed hij in twee races van het Italiaans kampioenschap superbike op het Autodromo Nazionale Monza en het Autodromo Enzo e Dino Ferrari, waarin hij in beide races de pole position en de overwinning behaalde. In 2007 kocht het superbike-team van Xaus de Ducati's waarmee het fabrieksteam in het voorgaande seizoen in het Amerikaans kampioenschap superbike reed. Als gevolg hiervan verbeterden de resultaten zich flink. Hij won een race op Valencia en stond ook op Assen op het podium. Met 201 punten werd hij zesde in het eindklassement als de beste coureur zonder fabriekssteun.
In 2008 behaalde Xaus een podiumplaats op Losail en won hij een race op Misano. Na afloop van de eerste race op Donington kwam hij echter in opspraak vanwege zijn gedrag op het podium. Hij dacht dat hij de race als derde was gefinisht nadat de race vanwege zware regenval vroegtijdig werd afgebroken. Kort voor de podiumceremonie kwam hij erachter dat hij niet geklasseerd was, aangezien hij niet snel genoeg terug was gekeerd in de pitstraat nadat de race werd gestopt. Hij weigerde hierop het podium te verlaten en schold de marshals uit. Ook beledigde hij zijn teamgenoot Max Biaggi, die de derde plaats kreeg toegewezen, voordat hij het podium verliet. Hij eindigde het kampioenschap uiteindelijk op de tiende plaats in het klassement met 178 punten.
In 2009 stapte Xaus binnen het WK superbike over naar het nieuwe fabrieksteam van BMW, als teamgenoot van voormalig kampioen Troy Corser. Hij behaalde zijn beste klassering met een zevende plaats op Monza en werd met 74 punten zeventiende in de eindstand. In 2010 was een vijfde plaats op Brno zijn beste resultaat, waardoor hij zich met 96 punten verbeterde naar de vijftiende plaats in de rangschikking. In 2011 stapte hij over naar het fabrieksteam van Honda als teamgenoot van Jonathan Rea. Twee achtste plaatsen op Assen en Misano waren zijn beste resultaten, maar vanwege een blessure kon hij het seizoen niet afmaken. Met 49 punten werd hij zeventiende in het kampioenschap. Dit was zijn laatste seizoen als motorcoureur; hij bleef echter wel actief in de motorsport als testcoureur voor Bimota in de Moto2- en superbike-klassen.